# ندية أذينية
ندية أذينية (الاسم العلمي:Drosera auriculata) هي نوع من النباتات تتبع جنس الندية من الفصيلة الندوية.